# Abinsk
Abinsk (rusky Аби́нск) je město v Krasnodarském kraji v Ruské federaci. Při sčítání lidu v roce 2010 měl bezmála pětatřicet tisíc obyvatel.

## Poloha
Abinsk leží na řece Abinu, pravém přítoku Kubáně. Od krajského hlavního města, Krasnodaru, je vzdálen 75 kilometrů západně, od černomořského přístavního města Novorossijsku je vzdálen přibližně 35 kilometrů severovýchodně. Nejbližší město je Krymsk přibližně 15 kilometrů severozápadně.

## Dějiny
Abinsk byl Rusy založen v roce 1836 na místě bývalého čerkeského osídlení. Do roku 1963, kdy byl povýšen na město, se ovšem jmenoval Abinskij (Аби́нский).